# Chojnica (Srokowo)
Chojnica (deutsch Knipprode, bis 1912: Salzbach A und Salzbach C) ist ein Dorf in der polnischen Woiwodschaft Ermland-Masuren. Es gehört zur Gmina Srokowo (Drengfurth) im Powiat Kętrzyński (Kreis Rastenburg).

## Geographische Lage
Chojnica liegt in der nördlichen Mitte der Woiwodschaft Ermland-Masuren, 13 Kilometer nordöstlich der Kreisstadt Kętrzyn (deutsch Rastenburg).

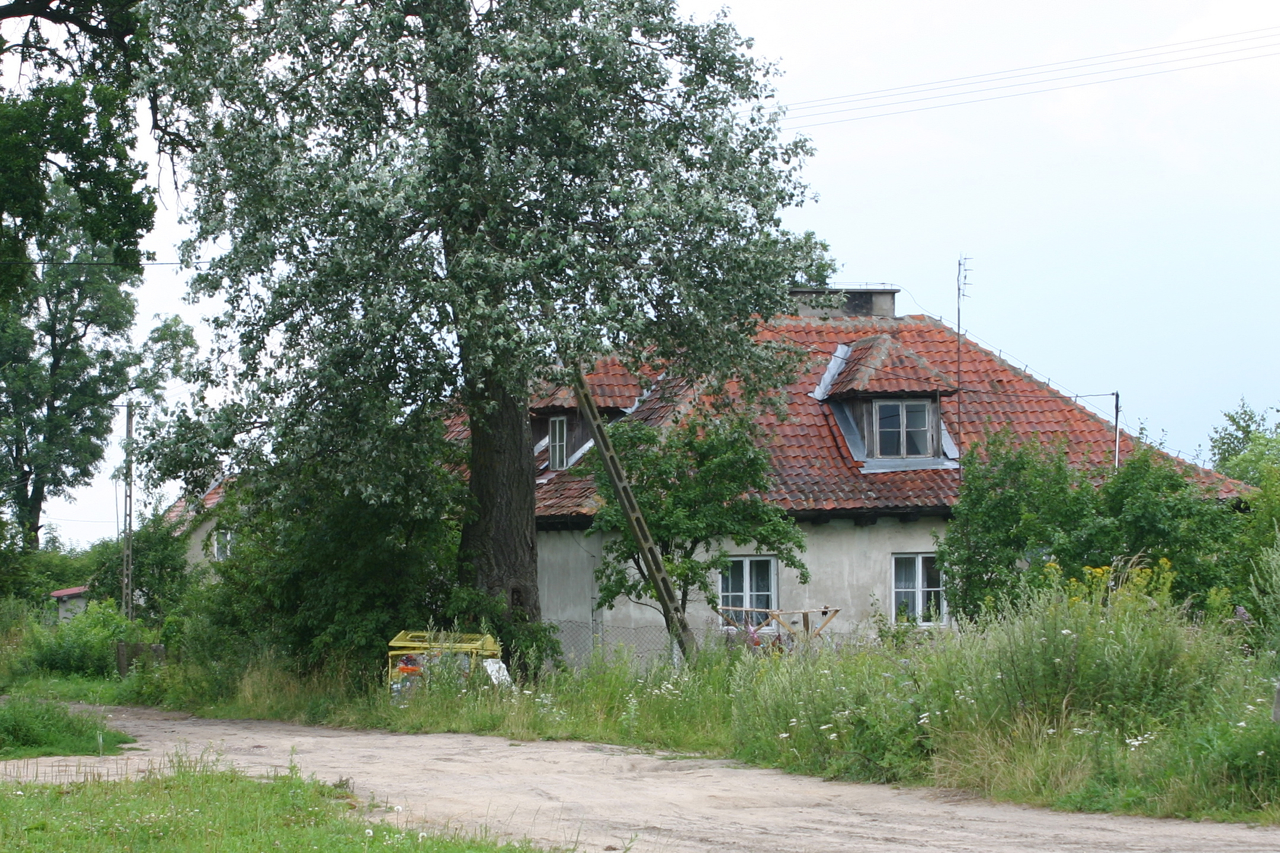
Wohnhäuser in Chojnica

## Geschichte

### Ortsgeschichte
Am 15. September 1873 wurde der Gutsort Salzbach C in Verbindung mit dem Vorwerk Salzbach A gegründet. 1874 wurden beide Orte  in den neu errichteten Amtsbezirk Salzbach (polnisch Solanka) eingegliedert, der bis 1945 bestand und zum Kreis Rastenburg im Regierungsbezirk Königsberg in der preußischen Provinz Ostpreußen gehörte. Der Gutsbezirk Salzbach C zählte zusammen mit dem Vorwerk Salzbach A im Jahre 1885 insgesamt 134, 1905 noch 76 und 1910 bereits 116 Einwohner.
Am 21. November 1912 wurden Salzbach C und Salzbach A zusammen in „Knipprode“ umbenannt. Der Gutsbezirk Knipprode wiederum verlor am 30. September 1928 seine Eigenständigkeit und wurde zusammen mit den Nachbargutsbezirken Adlig Mühlbach (polnisch Młynowo) und Salzbach B in die Landgemeinde Salzbach (polnisch Solanka) eingemeindet.
Als 1945 in Kriegsfolge das gesamte südliche Ostpreußen an Polen überstellt wurde, war auch Knipprode davon betroffen. Es erhielt die polnische Namensform „Chojnica“ und ist heute eine Ortschaft im Verbund der Landgemeinde Srokowo (Drengfurth) im Powiat Kętrzyński (Kreis Rastenburg), bis 1998 der Woiwodschaft Olsztyn, seither der Woiwodschaft Ermland-Masuren zugehörig.

### Gut Salzbach C/Knipprode

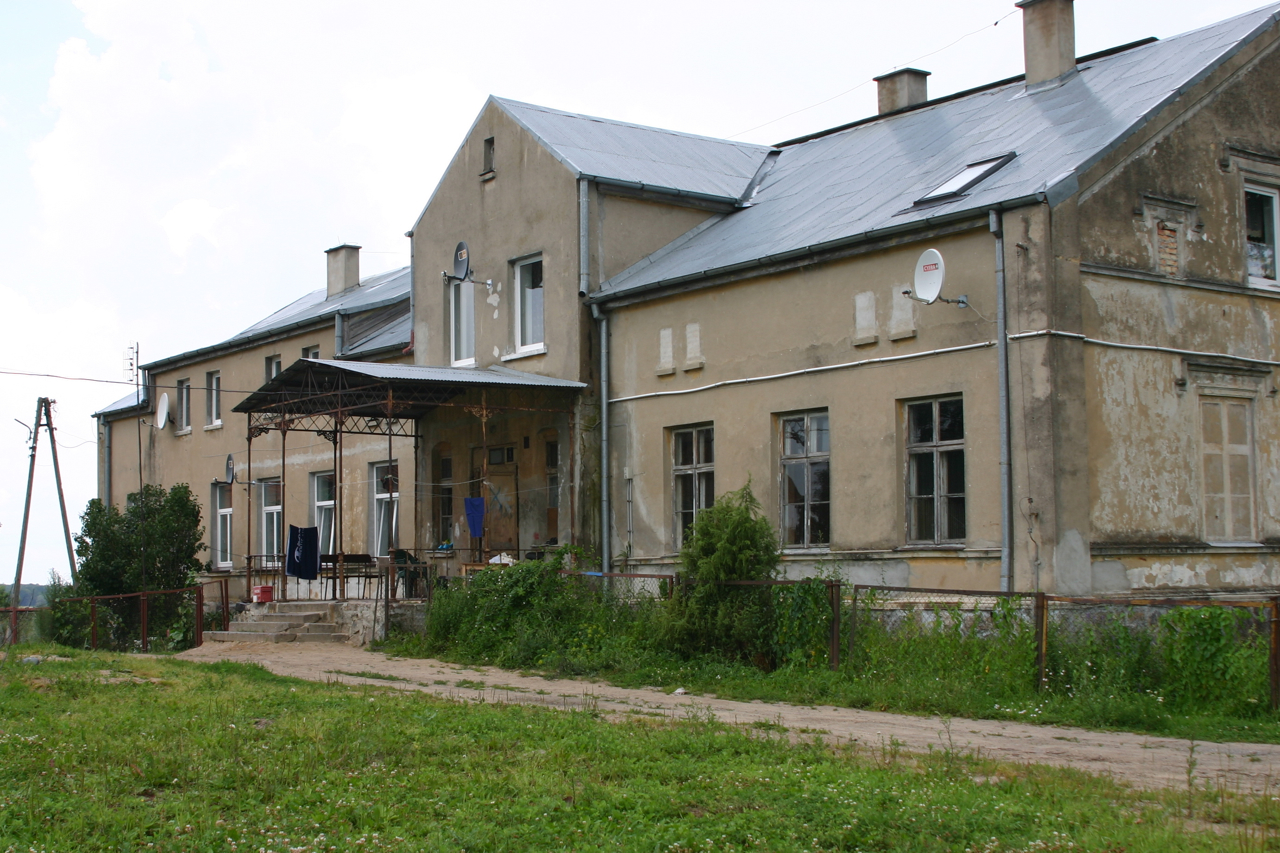
Ehemaliges Gutshaus Salzbach-Knipprode in Chojnica

Das Gut Knipprode umfasste in den 1920er Jahren etwa 300 Hektar. Nach 1945 übernahm es die staatliche Agrarwirtschaft.
Das Gutshaus wurde in der zweiten Hälfte des 19. Jahrhunderts errichtet. Es ist einstöckig und steht auf rechteckigem Fundament. Das mit einem Satteldach überdeckte Gebäude hat im vorderen Teil einen zweistöckigen Risalit.

## Kirche
Bis 1945 war Knipprode in die evangelische Pfarrkirche Drengfurth in der Kirchenprovinz Ostpreußen der Kirche der Altpreußischen Union sowie in die katholische St.-Katharinen-Kirche Rastenburg mit der Filialkapelle Drengfurth im damaligen Bistum Ermland eingepfarrt.
Heute gehört Chojnica zur katholischen Heilig-Kreuz-Kirche Srokowo im jetzigen Erzbistum Ermland, außerdem zur evangelischen Kirche Srokowo, einer Filialkirche der Johanneskirche Kętrzyn in der Diözese Masuren der Evangelisch-Augsburgischen Kirche in Polen.

## Verkehr
Chojnica liegt westlich der Woiwodschaftsstraße 650 und ist von Solanka (Salzbach) aus auf der Nebenstraße nach Szczeciniak (Stettenbruch) zu erreichen.
Ein Bahnanschluss besteht nicht mehr. Bis 1945 war Knipprode Bahnstation an der Bahnstrecke Rastenburg–Drengfurth, die von den Rastenburger Kleinbahnen betrieben, jedoch nicht reaktiviert wurde.